# El Jaro
José Joaquín Sánchez Frutos, alias El Jaro (Villatobas, Toledo, 3 de noviembre de 1962 - Madrid, 24 de febrero de 1979), fue un famoso y precoz delincuente español cuya breve vida se llevó al cine en la película Navajeros.

## Biografía
Nace en Villatobas. Su apodo se lo puso su madre debido a que cuando nació era muy rubio y de piel muy blanca. El padre y los dos hijos mayores trabajaban en el campo, mientras la madre, alcohólica, encerraba a José Joaquín y al resto de sus hermanos en una habitación para irse a beber. En la habitación lo único que les dejaba la madre a los niños para comer todo el día era una barra de pan y tres onzas de chocolate. Por eso, ya a los ocho años, según relata una de sus hermanas, forzaban la cerradura de su casa con una cuchara para ir a la escuela a pedir comida, o en su defecto robar leche en la despensa del comedor escolar.
Al parecer, tanto José Joaquín como sus hermanos sufrían agresiones físicas por parte de sus padres. Poco tiempo después, la madre acabó siendo detenida y trasladada al penal de Ocaña. Nada más salir su madre de la cárcel, y seguramente por la vergüenza que provocaría en la familia este hecho, José Joaquín, sus padres y sus hermanos decidieron emigrar ese mismo día a Madrid en busca de mejores oportunidades, con apenas equipaje y dinero. Sus primeros años en la ciudad los pasaron en una casa abandonada. Durante aquellos años el padre abandonó a la familia, y los niños se vieron obligados a mendigar para subsistir. Al volver a "casa" con lo recaudado, su madre les arrebataba todo el dinero y lo gastaba en ella sola. Según cuenta una hermana del Jaro, "con lo que sacábamos ella hacía una cazuela de patatas, por ejemplo, y se la comía con dos litros de vino, mientras nosotros mirábamos".
El Jaro era un líder nato, y desde pequeño lideró una banda con miembros mayores que él, algunos incluso mayores de edad, a los que dirigía en todo tipo de tropelías como robos, hurtos y atracos. Ingresó reiteradamente en el reformatorio del Sagrado Corazón, del que se fugó quince veces. Estuvo en el centro tutelado de menores Santo Anxo, en Rábade (Lugo), de régimen abierto. Estuvo un mes hasta que recibió la noticia de que su novia estaba embarazada. Entonces, el centro le proporcionó un billete de ida y vuelta para que la visitara, pero éste, una vez en Madrid, volvió a juntarse con sus amigos y atracaron un chalé. Allí tuvo lugar un enfrentamiento armado con la Guardia Civil en el que fue herido y trasladado a la cárcel concordatoria de Zamora. Poco tiempo después su banda se volvió a poner en funcionamiento hasta que en un atraco en la calle Toribio Pollán (actualmente calle Veracruz) de Madrid, un vecino que vio cómo atracaban a un amigo bajó a la calle con una escopeta y le disparó, matándolo.
Posteriormente Joaquín Sabina escribió una canción inspirada en sus andanzas.

## La banda de El Jaro
La policía estimó que en el momento de la primera desarticulación, el 18 de febrero de 1978, la banda estaba compuesta por 31 personas, de las que solo cinco eran mayores de edad. Actuaban en comandos de tres, cuatro o seis personas, y se les imputaron 33 asaltos a transeúntes; cerca de cien hurtos de bolsos por el método del tirón; casi cien sustracciones de vehículos; cuatro atracos a gasolineras; dos en viviendas; un séptimo asalto a una sucursal del Banco Español de Crédito, en Molina de Aragón; y dieciocho robos en establecimientos comerciales. Para realizar sus tropelías utilizaban armas de fuego, escopetas de cañones recortados, pistolas, armas blancas y objetos contundentes. La mayoría de artículos robados, especialmente las joyas, eran compradas por José Pozo García, considerado perista o comprador de mala fe por la policía. La banda fue desarticulada oficialmente el 4 de octubre de 1978, aunque algunos miembros siguieron actuando individual o conjuntamente, como por ejemplo el Guille, que continuó su carrera delictiva formando su propia banda. Por otra parte, el Pistolilla siguió su carrera de delincuente con el Torete y el Vaquilla.

### Miembros
- Guillermo Segura Martin, "El Guille".[10]
- Ángel Segura Martín.[6]
- Valentín Segura Martín.[10]
- Mercedes Valle García.[10]
- Celestino López.[6]
- Saturnino Romero Llamas.[10]
- José Villa, alias "El Villa" († 17 de noviembre de 1978).[8]
- Miguel Rodríguez Morales.[6]
- Paloma Bellido.[6]
- Rafael Cidoncha.[11]
- Jesús Fernández[11]
- Blas Parra.[5]
- Francisco Baena.[5]
- José María Yagüe.[5]
- Antonio Chércoles.[5]
- David González González- Mohino, (“ El pistolilla") (" El fofana")